# Rhadinodontoplisus luteus
Rhadinodontoplisus luteus là một loài tò vò trong họ Ichneumonidae.